# Лбіщенське
Лбі́щенське (каз. Ілбішін) — село у складі Акжаїцького району Західноказахстанської області Казахстану. Адміністративний центр Акжольського сільського округу.
Населення — 1356 осіб (2021; 1525 у 2009, 1603 у 1999, 1400 у 1989).
В радянські часи існувало також село Нефтепровод, яке пізніше було приєднано до села Лбіщенське.